# طال بين حاييم
طال بين حاييم (بالعبرية: טל בן-חיים‏) (بالبولندية: Tal Ben Haim) هو لاعب كرة قدم إسرائيلي وبولندي، ولد في 5 أغسطس 1989 في بتاح تكفا في إسرائيل. شارك مع منتخب إسرائيل تحت 19 سنة لكرة القدم ومنتخب إسرائيل تحت 21 سنة لكرة القدم ومنتخب إسرائيل لكرة القدم. أما مع النوادي، فقد لعب مع سبارتا براغ ونادي مكابي تل أبيب ونادي هبوعيل تل أبيب.

## مسيرته الكروية
لعب طال بين حاييم خلال مسيرته الاحترافية مع 4 أندية في اثنا عشر موسمًا وسجل خلالها 72 هدفًا ضمن 291 مباراة. حيث فاز في موسم واحد بالكأس وموسمين بالدوري.
خاض طال بين حاييم مسيرته مع مكابي بتاح تكفا في موسم 2007–08 ليلعب معه خمسة مواسم، مشاركًا في 122 مباراة سجل خلالها 29 هدفًا. ثم انتقل إلى نادي هابوعيل تل أبيب في موسم 2012–13 لمدة موسم واحد، حيث شارك في 30 مباراة سجل خلالها 7 أهداف. لينتقل بعدها إلى نادي مكابي تل أبيب في موسم 2013–14 ليلعب معه أربعة مواسم، مشاركًا في 119 مباراة سجل خلالها 36 هدفًا. ثم انتقل إلى نادي سبارتا براغ في موسم 2017–18 ولمدة موسمين، مشاركًا في 20 مباراة ولم يسجل أي هدف.

## وصلات خارجية
- طال بين حاييم على موقع الاتحاد الأوربي (الإنجليزية)
- طال بين حاييم على موقع قاعدة بيانات كرة القدم.إي يو (الإنجليزية)
- طال بين حاييم على موقع ناشيونال فوتبول تيمز (الإنجليزية)
- طال بين حاييم على موقع Soccerway.com (الإنجليزية)
- طال بين حاييم على موقع عالم كرة القدم.نت (الإنجليزية)
- طال بين حاييم على موقع AS.com (الإسبانية)